# Bayerisches Zentrum für Innovative Lehre
Das Bayerische Zentrum für Innovative Lehre (kurz BayZiel) ist eine gemeinsame Einrichtung von Hochschulen für angewandte Wissenschaften und Technischen Hochschulen in Bayern. Es hat die Aufgabe, die Lehre an den Mitgliedshochschulen kontinuierlich zu verbessern und neue Impulse zur Weiterentwicklung der Lehre und der Studienformate zu geben.

## Geschichte
Das BayZiel wurde 2021 gegründet. Es setzt die Aktivitäten seiner beiden Vorgängerorganisationen DiZ-Zentrum für Hochschuldidaktik und hochschule dual gebündelt fort.

## Aufgaben
Zu den Aufgaben des BayZiel gehören im Einzelnen:
- die didaktische Weiterbildung der Lehrenden, insbesondere die Durchführung des „Seminars Hochschuldidaktik“, das für neuberufene Professorinnen und Professoren in Bayern verpflichtend ist;
- die angewandte Lehr- und Lernforschung, um systematisch innovative Konzepte, Methoden und Technologien für Lehren und Lernen zu entwickeln und zu erproben und sodann die gewonnenen Erkenntnisse praktisch nutzbar zu machen;
- die Weiterentwicklung von Strukturen und Studienformaten in enger Anbindung an die berufliche Praxis, welche die Themenfelder duales Studium, akademische Weiterbildung und Entrepreneurship in der Lehre umfasst.

## Struktur
Das BayZiel wird über einen Kooperationsvertrag als eine gemeinsame Einrichtung in Trägerschaft der bayerischen Hochschulen nach Art. 16 Abs. 2 des bayerischen Hochschulgesetzes gegründet. Mitglieder des BayZieL sind alle staatlichen bayerischen Hochschulen für angewandte Wissenschaften (HAW) und Technischen Hochschulen (TH). Die Evangelische Hochschule Nürnberg und die Katholische Stiftungshochschule München wirken als assoziierte kirchliche Hochschulen gleichberechtigt mit.
Übergreifend koordiniert wird das BayZiel von einem Lenkungsrat, bestehend aus fünf Präsidentinnen bzw. Präsidenten der bayerischen Hochschulen für angewandte Wissenschaften. Dieser wird von der Mitgliederversammlung der Präsidentinnen bzw. Präsidenten der bayerischen Hochschulen für angewandte Wissenschaften aus ihren Reihen gewählt.
Das BayZiel verfügt über eine Geschäftsführung und wissenschaftliche Gesamtleitung, die derzeit Peter Riegler innehat.
Korrespondierend zu den drei Kernaufgaben des BayZiel gliedert sich dessen Struktur in drei Geschäftsbereiche:
- Didaktik und Professionalisierung (als Weiterführung des Zentrums für Hochschuldidaktik)
- Lehr- und Lernforschung
- Praxis und Transfer (als Weiterführung von hochschule dual)

Jeder dieser Geschäftsbereiche wird geführt von je einer wissenschaftlichen und einer operativen Bereichsleitung.
Formal ist die Verwaltung des BayZiel der Verwaltung der Technischen Hochschule Ingolstadt zugeordnet.

## Standorte

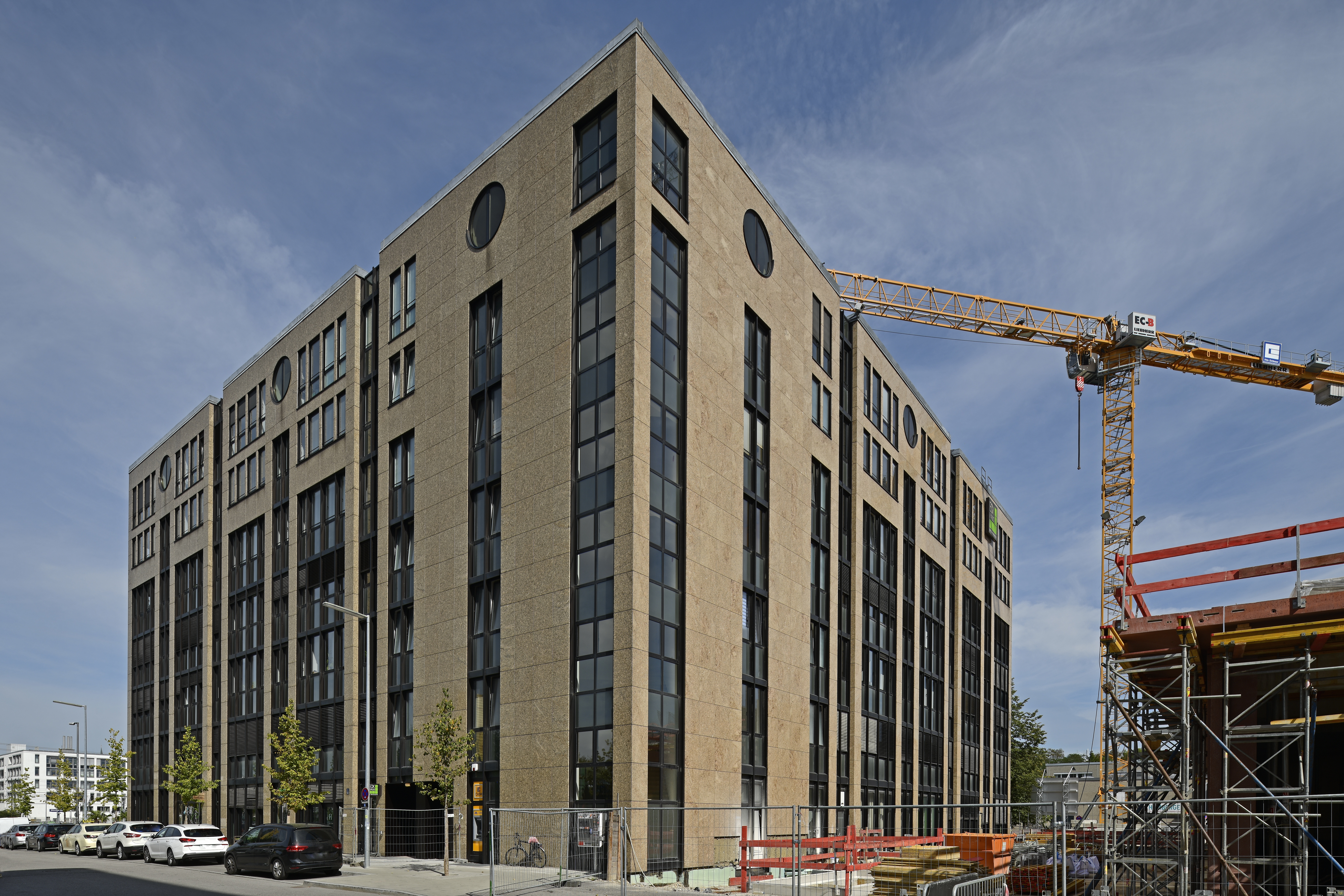
ECKhaus im Werksviertel München. Das BayZiel befindet sich im 4. Stock.

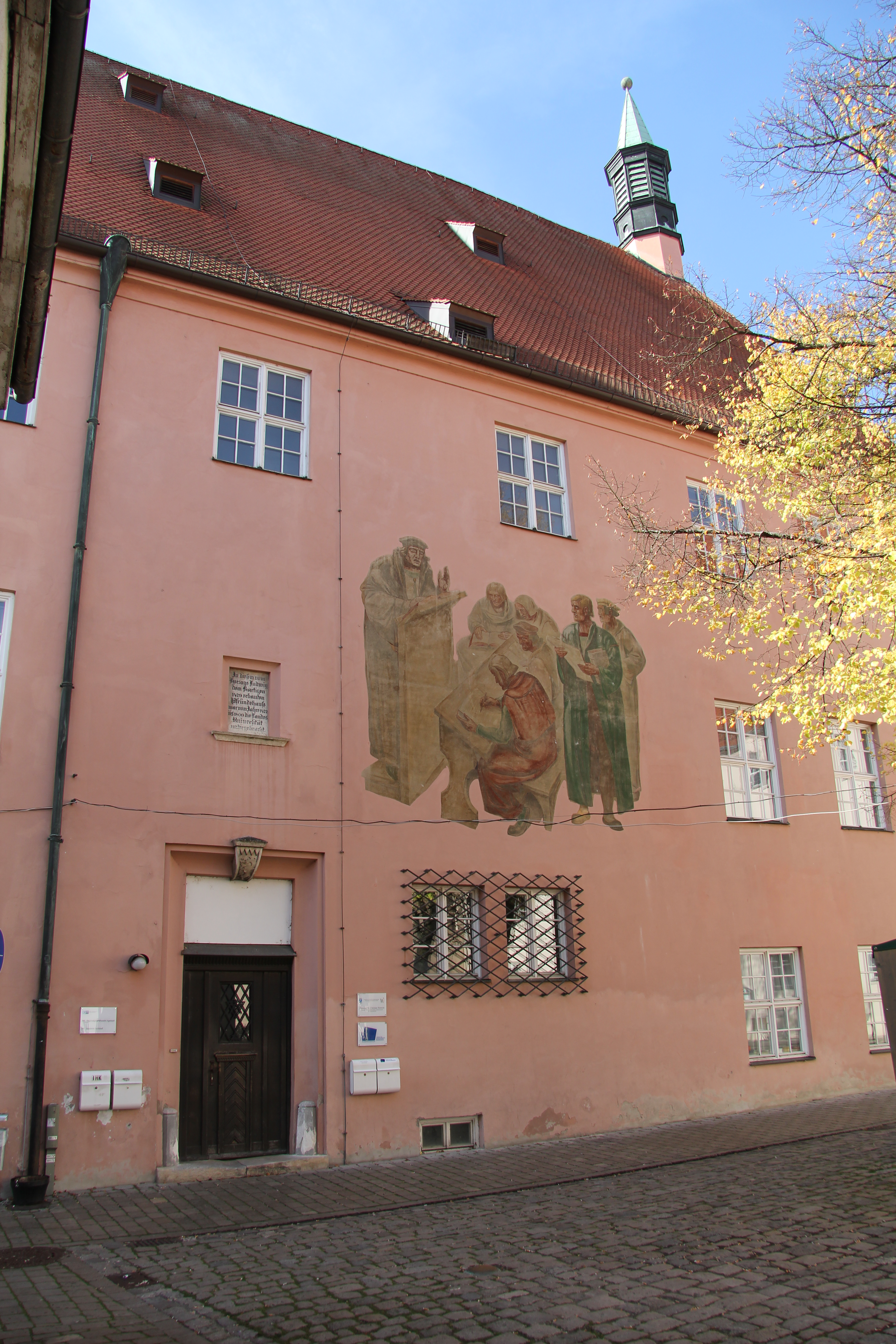
Besuchereingang der Hohen Schule in Ingolstadt. Das BayZiel befindet sich im 2. Stock.

Der Hauptstandort befindet sich im Werksviertel in München. Ein Außenstandort verbleibt an der Hohen Schule in Ingolstadt, dem Standort der Vorgängerorganisation DiZ. Dort werden insbesondere die Seminare Hochschuldidaktik für die Neuberufenen durchgeführt.

## Weitere Aktivitäten
Neben dem unmittelbaren Zusammenwirken mit den Hochschulen und ihren Kompetenz- und Anwenderzentren vernetzt sich das Zentrum mit weiteren Einrichtungen wie dem Forschungs- und Innovationslabor Digitale Lehre (FIDL) oder dem Kompetenzzentrum für digitales Prüfen der bayerischen Hochschulen.
In den Jahren 2011–2016 hat das Zentrum das Projekt „HD MINT“ koordiniert und damit zur Verbreitung von forschungsbasierten Lehrinnovationen in den MINT-Fächern beigetragen. Daraus hervorgegangen ist das „MINT Symposium“ als Konferenz, die im zweijährigen Turnus deutschsprachige Lehrende der MINT-Disziplinen zusammenführt.
Zusammen mit der Vereinigung der Bayerischen Wirtschaft vergibt das BayZiel seit 2023 jährlich den Möglichmacher-Preis als bayerischen Hochschulpreis im Bereich Entrepreneurship.
Im Auftrag der Stiftung Innovation in der Hochschullehre organisiert das BayZiel den Aufbau des Wikipedia-Portals zu Hochschullehre.
Der Geschäftsbereich Lehr- und Lernforschung produziert die Podcast-Serie „Lehrfunk - Der Podcast für Hochschullehre“ mit unterschiedlichen Gästen.
| Folge | Episodentitel                                                                                         | Erstausstrahlung |
| ----- | --- | ---------------- |
| 1     | MINT-Lehre gemeinsam gestalten – Lehre erforschen, Wissen teilen                                      | 30.11.2023       |
| 2     | Duales Studium – Wie kann die Verzahnung von Hochschule und Praxis gelingen?                          | 17.01.2024       |
| 3     | Innovationen in der Hochschullehre – Was bedeutet das?                                                | 28.02.2024       |
| 4     | Nachhaltigkeit in der Hochschullehre – Das Lehrkonzept der TH Augsburg                                | 17.04.2024       |
| 5     | Entrepreneurship Education und Entrepreneurial Skills in der Lehre                                    | 05.06.2024       |
| 6     | “Framing the active classroom”: shifting from “us and them” to a “we” mentality.                      | 16.07.2024       |
| 7     | Lehrlabor³ – Gemeinsam Denkgrenzen überwinden und Lehre gestalten                                     | 15.08.2024       |
| 8     | Lernprozesse in Zeiten von KI – Eine Frage der eigenen Rolle und neuer Kompetenzen?                   | 29.08.2024       |
| 9     | „Werden Sie Prof.!“ – Perspektiven, Potenziale und persönliche Einblicke einer Professur an einer HAW | 19.09.2024       |
| 10    | Wikipedia und Hochschullehre - Wie kann eine Wissensbasis für die Zukunft entstehen?                  | 17.10.2024       |
| 11    | Die „KI-Hochschule“ 2035 – ein kritisch-konstruktiver Ausblick                                        | 02.12.2024       |
| 12    | Entrepreneurship education – Chancen nutzen & Herausforderungen überwinden                            | 03.02.2025       |
| 13    | Machtmissbrauch an Hochschulen - welche Strategien können wir dagegen einsetzen?                      | 04.03.2025       |
| 14    | Internationalisierung der Lehre - mehr als nur englischsprachige Studiengänge                         | 02.04.2025       |
| 15    | Hochschuldidaktische Programme in Bayern - wo stehen wir und wo geht es hin?                          | 07.05.2025       |
| 16    | Entrepreneurship Education neu gedacht: Responsible, Systemic, Democratic                             | 04.06.2025       |
| 17    | Einstieg in die Sonderreihe – Was macht den Karriereweg HAW-Professur besonders?                      | 16.06.2025       |
| 18    | Gute Lehre an HAWs – Was zeichnet sie aus und wie gestalten wir sie erfolgreich?                      | 23.06.2025       |
| 19    | Forschung an HAWs - Wie praxisnah und anwendungsorientiert ist sie?                                   | 30.06.2025       |
| 20    | Transfer und Gründung – Wie gelingt Wissenstransfer an HAWs?                                          | 07.07.2025       |
| 21    | Nachwuchsprofessur - Welche Chancen und Perspektiven bietet sie?                                      | 14.07.2025       |
| 22    | Bayerns beste duale Absolvent*innen und ihre Talentpartner                                            | 17.07.2025       |
| 23    | HAW-Professur für Frauen – Wo stehen wir und was muss sich ändern?                                    | 21.07.2025       |